# Jozef Piovarči
Jozef Piovarči (ur. 9 listopada 1984 w Żylinie) – słowacki siatkarz, środkowy. Reprezentant Słowacji, uczestnik Mistrzostw Europy w 2009 w Turcji.
Przez wiele lat grał na Słowacji. Występował w zespołach: SOPM Trenčín, Zvolen, Żylina, Opava, Púchov oraz czeska Dukla Liberec. Był także zawodnikiem włoskiego klubu, Katay Geotec Isernia. W 2012 roku z Liberca przeszedł do belgijskiej drużyny, Euphony Asse-Lennik. W latach 2011–2013 grał w europejskich pucharach. W sezonie 2012/13 z Euphony występował w rozgrywkach Ligi Mistrzów. W 2013 roku został graczem beniaminka polskiej PlusLigi, Cerradu Czarnych Radom. W sezonie 2014/2015 był graczem izraelskiego klubu Maccabi Tel Aviv.